# Stortingets formand
Stortingets formand (norsk: Stortingets president) er et medlem af Stortinget i Norge som er valgt til at lede arbejdet i parlamentet. Formanden og fem nummererede næstformænd udgør Stortingets formandskab, som laver Stortingets arbejdsplan, fastsætter dagsorden, fordeler sager og leder Stortingets møder.
Formandskabet vælges for et år (et storting) ad gangen når Stortinget træder sammen om efteråret. Det er imidlertid normalt i nyere tid at det er de samme som vælges hvert af de fire år i en valgperiode. Formandskabet genspejler normalt partiers indbyrdes styrke og vælges sædvanligvis blandt Stortingets mest erfarne medlemmer, ofte i deres sidste periode(r). Stortingsformanden har ingen særlig myndighed efter Norges grundlov.
Formandskabet udgøres efter oktober 2021 af stortingsformand Eva Kristin Hansen (Ap), første næstformand Svein Harberg (H), anden næstformand Nils T. Bjørke (Sp), tredje næstformand Morten Wold (Frp), fjerde næstformand Sverre Myrli (Ap) og femte næstformand Ingrid Fiskaa (SV).
Selv om formanden har fulde rettigheder som stortingsmedlem, deltager hun ofte ikke i den daglige politik. Formanden er fritaget fra at være medlem af nogen af Stortingets faste udvalg. Ifølge hofrangreglementet af 1993, skal Stortingets formand sammen med statsministeren, højesteretsjustitiarius, Stortingets næstformand og regeringens medlemmer, gå og have siddeplads (gang og sæde) efter kongefamilien og andre kongelige ved officielle ceremonier og fester ved hoffet.